# مطار إيفانو فرانكيفسك الدولي
مطار إيفانو فرانكيفسك الدولي (بالأوكرانية: Міжнародний аеропорт Івано-Франківськ) و (بالإنجليزية: Ivano-Frankivsk International Airport)‏ (إياتا: IFO، إيكاو: UKLI) مطار دولي قع على بعد 4.4 كم من وسط مدينة إيفانو فرانكيفسك

## القدرة الاستيعابية
تم تحويله إلى مطار دولي منذ عام 1992. السعة القصوى للمطار 150 راكب وصول. و 150 راكب مغادر في الساعة. يتكون المطار من محطة ركاب واحدة، وبرج مراقبة، المطار به مدرجان بطول 2507 × 44 م وطول 1928 م

## إنشاء المطار
- عام 1959 في شهر مايو، كانت أول رحلة ركاب لطائرة Il-12

## روابط خارجية
- الموقع الرسمي لمطار إيفانو فرانكيفسك الدولي